# Родригес, Кевин
Ке́вин Мануэ́л Родри́гес (порт. Kévin Manuel Rodrigues; родился 5 марта 1994 года, Байонна, Франция) — португальский футболист, защитник клуба «Адана Демирспор». Выступал за сборную Португалии.

## Клубная карьера
Родригес — воспитанник клубов «Байонна» и «Тулуза». 20 мая 2012 года в матче «Аяччо» он дебютировал в Лиге 1 В составе последнего. Кевин не мог пробиться в основной состав и выступал в основном за дублёров. Летом 2014 года Родригес перешёл в «Дижон». 29 августа в матче против «Сошо» он дебютировал в Лиге 2. Из-за высокой конкуренции Кевин играл за дублирующую команду.
Летом 2015 года Родригес перешёл в испанский «Реал Сосьедад». Первое время Кевин играл за команду дублёров. 29 января 2017 года в матче против мадридского «Реала» он дебютировал в Ла Лиге. 1 марта 2017 года Кевин продлили контракт с клубом до 2020 года. 17 сентября в поединке против мадридского «Реала» Родригес забил свой первый гол за «Реал Сосьедад».

## Международная карьера
Летом 2013 года Родригес в составе юношеской сборной Франции завоевал на юношеском чемпионате Европы серебряные медали. На турнире он принял участие в поединках против Турции, Грузии, Испании и дважды Сербии.
В 2016 году Кевин получил вызов от Португальской федерации футбола и принял решение выступать за эту страну.
В 2017 году в составе молодёжной сборной Португалии Родригес принял участие в молодёжном чемпионате Европы в Польше. На турнире он сыграл в матчах против команд Сербии, Испании и Македонии.
10 ноября 2017 года в товарищеском матче против сборной Саудовской Аравии Родригес дебютировал за сборную Португалии.

## Достижения
Франция (до 19)
- Серебряный призёр чемпионата Европы (до 19 лет): 2013